# Les Boys 4
Série
Les Boys 3
(2001)
Pour plus de détails, voir Fiche technique et Distribution.
Les Boys 4 est une comédie québécoise réalisée par George Mihalka et sortie en 2005.
La saga racontant l'histoire d'une équipe de hockey comprend aussi les films Les Boys (1997), Les Boys 2 (1998) et Les Boys 3 (2001), une télé série Les Boys en cinq saisons (2007-2012), et enfin un autre film, Il était une fois les Boys (2013).

## Synopsis
Quatre années plus tard. Stan a légué sa brasserie à son fils Léopold. Le valeureux entraîneur des Boys est maintenant propriétaire d'un magasin d'articles de sport. C'est la grande finale canadienne du tournoi des ligues de garage et les Boys affrontent une équipe d'avocats de Toronto. L'équipe gagnante aura le privilège d'affronter l'équipe des légendes de la Ligue nationale.
La seconde des trois parties a été une cuisante défaite et Stan, afin de souder son équipe, invite ses hommes à une retraite fermée de quelques jours dans une pourvoirie loin des distractions urbaines.

## Fiche technique
Sources : IMDb et Éléphant
- Titre original : Les Boys 4
- Réalisation : George Mihalka
- Scénario : François Camirand et René Brisebois
- Musique : Jerry De Villiers Jr.
- Conception artistique : Normand Sarrazin
- Costumes : Ginette Magny
- Maquillage : Johanne Gravel
- Coiffure : Serge Morache
- Photographie : Georges Archambault
- Prise de son : Gabor Vadnay, Pierre Blain et Dominique Chartrand
- Son : Michel B. Bordeleau, Hans Peter Strobl, Louis Gignac, Bernard Gariépy Strobl
- Montage : Gaëtan Huot
- Production : Richard Goudreau
- Société de production : Melenny Productions
- Sociétés de distribution : Christal Films Distribution
- Budget : 7,2 millions $ CA
- Pays de production :  Canada
- Tournage : Montréal et ses environs, Mandeville
- Langue originale : français
- Format : couleur — 35 mm — 2,35:1
- Genre : comédie
- Durée : 121 minutes
- Box-office  Québec : 4,3 millions $ CA
- Dates de sortie :
  - Canada : 
    - 5 décembre 2005 (première à Montréal)[2]
    - 9 décembre 2005 (sortie en salle au Québec)
    - 5 juin 2006 (DVD)
    - 17 juillet 2012 (Blu-ray)
- Classification :
  - Québec : Visa général[3]

## Distribution
- Les Boys :
  - Rémy Girard : Stan, entraîneur
  - Pierre Lebeau : Méo
  - Luc Guérin : Marcel
  - Patrick Labbé : Mario
  - Michel Charette : Léopold
  - Serge Thériault : François
  - Paul Houde : Fernand
  - Yvan Ponton : Jean-Charles
  - Roc LaFortune : Julien
  - Réal Béland : Martin
  - Gildor Roy : Willie
  - Marc Messier : Bob
- Rosie Yale : Brigitte
- Sylvie Potvin : Lisette
- Mahée Paiement : Valérie
- Alexis Martin : Phil
- Jean Petitclerc : Christopher
- Antoine Vézina : client déçu du fleuriste
- Enrico Ciccone : automobiliste qui reçoit une contravention
- Louise Laprade : mère de Christopher
- Jean-René Ouellet : père de Christopher
- Michel Bergeron : lui-même
- Jean Pagé : lui-même, animateur de l'émission 110 %
- Jean Perron : lui-même, panéliste à l'émission 110 %
- Pierre Rinfret : lui-même, panéliste à l'émission 110 %
- Kim St-Pierre : gardienne de but suppléante des Boys
- Les Légendes :
  - Jacques Demers : lui-même, entraîneur
  - Mike Bossy : lui-même
  - Raymond Bourque : lui-même
  - Martin Brodeur : lui-même
  - Pierre Bouchard : lui-même
  - Benoit Brunet : lui-même
  - Simon Gagné : lui-même
  - Guy Lafleur : lui-même
  - Yvon Lambert : lui-même
  - Pierre Mondou : lui-même
  - Stéphane Richer : lui-même
  - Steve Shutt : lui-même